# Old Town
Old Town è una città di 8.130 abitanti degli Stati Uniti d'America, situata nella Contea di Penobscot nello Stato del Maine.